# Pidonia hamifera
Pidonia hamifera är en skalbaggsart som beskrevs av Holzschuh 1998. Pidonia hamifera ingår i släktet Pidonia och familjen långhorningar. Inga underarter finns listade i Catalogue of Life.